# 浜松市立芳川北小学校
浜松市立芳川北小学校（はままつしりつほうがわきたしょうがっこう）は、静岡県浜松市中央区頭陀寺町にある公立小学校。

## 部活動
- 陸上競技部
- 水泳部
- 金管バンド部

## 著名な出身者
- 鈴木尚典（元プロ野球選手） - 横浜ベイスターズ
- チロ（お笑い芸人） - ビックスモールン
- 古橋達弥（サッカー選手） - セレッソ大阪・湘南ベルマーレ
- 山田大記（サッカー選手） - ジュビロ磐田

## 通学区域
南区

| - 恩地町 - 参野町 - 西伝寺町 | - 頭陀寺町 - 都盛町 - 本郷町 | - 安松町（西伝寺町自治会） |

## アクセス
- 遠鉄バス90・92・93・96掛塚さなる台線 ｢本郷｣停留所から、徒歩5分
- 遠鉄バス6大塚ひとみヶ丘線 ｢本郷中｣停留所から、徒歩5分